# Анджолі Ела Менон
Анджолі Ела Менон (нар. 1940) — сучасна індійська художниця-монументалістка.

## Життєпис
Походила з американо-індійської родини. Народилась у Західній бенгалії у 1940 році. Здобула освіту в школі Лаврентія у Лавдейлі (сучасний штат Тамілнаду). Замолоду захопилася живописом, проте не здобула мистецької освіти, будучи самоуком. Перші роботи продала у 1955 році. Незабаром поступила до художньої школи Джей-Джей у Мумбаї. Незабаром навчалася у спеціальному жіночому коледжі при делійському університеті — Дім Міранди. тут отримала ступінь бакалавра у галузі англійської літератури. У 1958 році провела першу персональну виставку, де виставила 53 картини.
У 1960 році перебирається до Парижу, де навчається у Школі витончених мистецтв. Після закінчення навчання деякий час подорожувала Францією, Італією, Грецією, Туреччиною, Сирією, Іраном, де вивчала картини художників часів Відродження, візантійське, перське мистецтво. Після повернення до Індії вийшла заміж. на деякий час відійшла від живопису. Втім у 1963 році тепер перебирається до Великої Британії, якою подорожує до 1966 року, коли повертається до Індії.
У 1968—1970 роках подорожувала СРСР, побувала у Москві, Володимирі, Владивостоці. У 1970—1972 роках активно займається створенням картин. Після чого знову повертається до СРСР. У 1974 році переїздить до Мумбаї.
У 1978 році організує велику персональну виставку у Делі. З цього моменту перебуває у столиці країни. У 1992 році влаштувала виставку пофарбованих побутових речей. У 2000 році нагороджена вищою нагороду у мистецтві Падма Шрі. У 2000 році організує виставку у Нью-Йорк, 2002 році — Мумбаї (Художня галерея Джаханґіра), 2006 році — Сан-Франциско, 2008 році — Делі. Натепер мешкає та працює в Нью-Делі.

## Творчість
У своїй творчості поєднала традиції індійського мистецтва, візантійського живопису, манери майстрів Відродження, французької школи модерністів. Відомим роботами є серії «Мутації», «Матаджі», «Чотири десятиліття», «Боги та інші».